# Emelyn Whiton
Emelyn Thatcher Whiton (* 1. März 1916 in New York City als Emelyn Leonard; † 1. März 1962 ebenda) war eine US-amerikanische Seglerin.

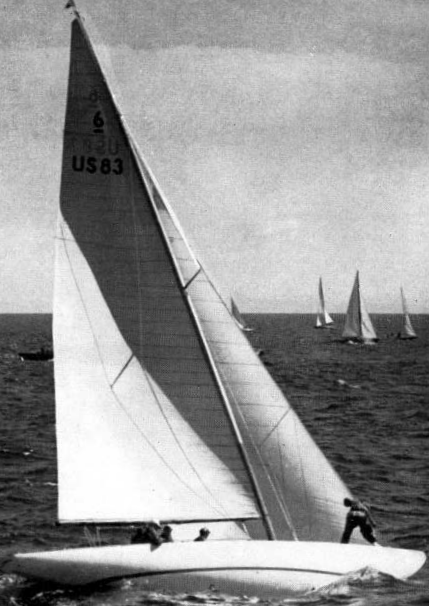
6mR Yacht Llanoria, US 83, Goldmedaille 1952

## Erfolge
Emelyn Whiton nahm in der 6-Meter-Klasse an den Olympischen Spielen 1952 in Helsinki teil und wurde in dieser Olympiasiegerin. Sie war dabei Crewmitglied der Llanoria, deren Skipper ihr Ehemann Herman Whiton war. Der Llanoria gelangen in sieben Wettfahrten unter anderem drei Siege, sodass sie die Regatta mit 4870 Gesamtpunkten vor der von Finn Ferner angeführten Elisabeth X aus Norwegen und der Ralia aus Finnland mit Skipper Ernst Westerlund auf dem ersten Platz beendete. Whiton ersetzte in einer Wettfahrt John Morgan, während die übrigen Crewmitglieder Everard Endt, Eric Ridder und Julian Roosevelt alle Wettfahrten bestritten.
Emelyn und Herman Whiton waren von 1939 bis 1957 verheiratet, im Anschluss heiratete sie 1958 Brewster Righter. An ihrem 46. Geburtstag, dem 1. März 1962, starb Whiton bei einem Flugzeugabsturz, als der American-Airlines-Flug 1 kurz nach dem Start vom New York Idlewild International Airport verunglückte.